# Парасолька на полюванні
«Парасолька на полюванні» — анімаційний фільм 1973 року Творчого об'єднання художньої мультиплікації студії Київнаукфільм, за мотивами оповідань Остапа Вишні «Мисливські усмішки».

## Сюжет
Мультфільм розповідає про пригоди смішного героя Парасольки на полюванні.

## Над мультфільмом працювали
- Автори сценарію: Тадеуш Павленко, Борис Крижанівський
- Режисер: Тадеуш Павленко
- Художник-постановник: Жанна Покулита
- Композитор: Лев Колодуб
- Оператор: Анатолій Гаврилов
- Звукорежисер: Лев Рязанцев
- Художники-мультиплікатори: Ніна Чурилова, Єфрем Пружанський, Наталя Марченкова, Олександр Вікен, С. Березовська, Михайло Титов
- Асистенти: Л. Шейкіна, А. Корольов, Юна Срібницька, Н. Йорк
- Редактор: Андрій Топачевський
- Директор картини: Іван Мазепа